# Transparent
| Críticas profissionais | Críticas profissionais |
| Avaliações da crítica  | Avaliações da crítica  |
| Fonte                  | Avaliação              |
| ---------------------- | ---------------------- |
| Allmusic               | [ 2 ]                  |

Transparent é o segundo álbum de estúdio do duo norte-americano de música cristã contemporânea, LaRue, formada pelos irmãos Natalie LaRue e Phillip LaRue. Foi lançado em 24 de janeiro de 2001 em CD.

## Lista de faixas
Todas as faixas escritas e compostas por Natalie LaRue e Phillip LaRue. 
| N.º            | Título                                         | Duração |  |
| 1.             | "Theory of Flight"                             | 3:43    |  |
| 2.             | "Wake Up"                                      | 3:44    |  |
| 3.             | "Fly"                                          | 3:55    |  |
| 4.             | "Jaded"                                        | 4:54    |  |
| 5.             | "Fallen for You"                               | 3:38    |  |
| 6.             | "Near to Me"                                   | 3:50    |  |
| 7.             | "Brianna's Song"                               | 4:25    |  |
| 8.             | "No Goodbye's"                                 | 3:21    |  |
| 9.             | "I Can't Sing"                                 | 3:48    |  |
| 10.            | "Seem to Be"                                   | 3:45    |  |
| 11.            | "One White Tulip" (faixa oculta com Like Clay) | 10:12   |  |
| Duração total: | Duração total:                                 | 49:16   |  |